# Mistrovství světa v para hokeji 2023
Mistrovství světa v para hokeji 2023 bylo 12. mistrovství světa v para hokeji, které se konalo v kanadském městě Moose Jaw v provincii Saskatchewan. Šlo o první para hokejové mistrovství světa konané v Kanadě.

## Stadion
| Kanada                  | Moose Jaw , Kanada |
| Moose Jaw               | Moose Jaw , Kanada |
| Moose Jaw Events Centre | Moose Jaw , Kanada |
|                         | Moose Jaw , Kanada |

## Kvalifikované týmy
- Kanada
- USA
- Česko
- Jižní Korea
- Čína
- Německo
- Itálie
- Norsko

## Soupisky

#### Česko
- Brankáři: Martin Kudela, Michal Vápenka, Petr Boček.
- Obránci: Pavel Kubeš, Pavel Doležal, Radek Zelinka – , Karel Vágner, David Vrubel.
- Útočníci: Michal Geier, Zdeněk Hábl, Miroslav Novotný – A, Alex Ohar, Patrik Sedláček, Václav Hečko – A, Filip Veselý, Martin Žižlavský.[2]

## Systém turnaje
Týmy jsou rozděleny do dvou základních skupin podle výkonnosti, ve skupinách hraje každý s každým. Z výkonnostně lepší skupiny A postupují první dvě družstva rovnou do semifinále, druhá dvě hrají čtvrtfinále se dvěma lepšími ze skupiny B. Kromě finále a zápasu o třetí místo se hraje též zápas o páté a o sedmé místo.

## Základní skupiny
| Skupina A   | Skupina B |
| ----------- | --------- |
| Kanada      | Čína      |
| USA         | Německo   |
| Česko       | Itálie    |
| Jižní Korea | Norsko    |

### Skupina A

#### Tabulka
|  | Týmy postupující do semifinále  |
|  | Týmy postupující do čtvrtfinále |

| Poř. | Tým         | Z | V | VP | PP | P | GV | GI | +/- | B |
| ---- | ----------- | - | - | -- | -- | - | -- | -- | --- | - |
| 1.   | Kanada      | 3 | 3 | 0  | 0  | 0 | 19 | 1  | +18 | 9 |
| 2.   | USA         | 3 | 2 | 0  | 0  | 1 | 17 | 5  | +12 | 6 |
| 3.   | Česko       | 3 | 1 | 0  | 0  | 2 | 5  | 9  | -4  | 3 |
| 4.   | Jižní Korea | 3 | 0 | 0  | 0  | 3 | 1  | 27 | -26 | 0 |

#### Zápasy
| 28. května 2023 19:00 | Jižní Korea | 0 : 3 (0:0, 0:2, 0:1) | Česko | Moose Jaw Events Centre, Moose Jaw |  |

| Report                     |                            |             |                                                                                                 |                                                                 |
| Čchoi Hjuk-čun Bong Dä-han | Čchoi Hjuk-čun Bong Dä-han | Brankáři    | Martin Kudela                                                                                   | Rozhodčí: Bobby Esposito Čároví: Dylan Dauphinee Andreas Lunden |
|                            |                            | 0:1 0:2 0:3 | 24:52' Patrik Sedláček (Michal Geier) 26:02' Václav Hečko 42:16' Michal Geier (Patrik Sedláček) | Rozhodčí: Bobby Esposito Čároví: Dylan Dauphinee Andreas Lunden |
| 6 min                      | 6 min                      | Tresty      | 10 min                                                                                          | Rozhodčí: Bobby Esposito Čároví: Dylan Dauphinee Andreas Lunden |
| 6                          | 6                          | Střely      | 36                                                                                              | Rozhodčí: Bobby Esposito Čároví: Dylan Dauphinee Andreas Lunden |

| 30. května 2023 3:00 | Česko | 1 : 7 (0:3, 1:2, 0:2) | USA | Moose Jaw Events Centre, Moose Jaw |  |

| Report              |                     |          | |                                                                  |
| Martin Kudela       | Martin Kudela       | Brankáři | Jen Lee | Rozhodčí: Kenneth Danielsen Čároví: Ryan O'Rourke Tony Rundström |
| 24:43' Filip Veselý | 24:43' Filip Veselý |          | 4:06' Travis Dodson (David Eustace, Kevin McKee) 7:25' Travis Dodson (Christopher Douglas, Kevin McKee 11:59' Brody Roybal 21:11' Malik Jones (Declan Farmer, Jack Wallace) 23:29' Declan Farmer (Brody Roybal) 37:18' Travis Dodson (Kevin McKee) 42:57' Noah Grove | Rozhodčí: Kenneth Danielsen Čároví: Ryan O'Rourke Tony Rundström |
| 2 min               | 2 min               | Tresty   | 4 min | Rozhodčí: Kenneth Danielsen Čároví: Ryan O'Rourke Tony Rundström |
| 10                  | 10                  | Střely   | 29 | Rozhodčí: Kenneth Danielsen Čároví: Ryan O'Rourke Tony Rundström |

| 30. května 2023 3:00 | Kanada | 15:1 (7:0, 4:0, 4:1) | Jižní Korea | Moose Jaw Events Centre, Moose Jaw |  |

| Report | |          |                            |                                                                       |
| Jean-Francois Huneault | Jean-Francois Huneault | Brankáři | Čchoi Hjuk-čun Bong Dä-han | Rozhodčí: Martin Rapák Čároví: Marius Hermansen Oswold Andreas Lunden |
| 1:23' Tyler McGregor (Corbyn Smith, Dominic Cozzolino) 3:42' James Dunn (Adam Dixon, Dominic Cozzolino) 5:07' Tyler McGregor (Dominic Cozzolino) 5:58' Dominic Cozzolino (Tyler McGregor, James Dunn) 10:32' James Dunn (Adam Dixon, Zach Lavin) 17:53' Dominic Cozzolino (Tyler McGregor, Corbyn Smith) 20:20' Zach Lavin (Vincent Boily, Anton Jacobs-Webb) 22:31' Dominic Cozzolino (Zach Lavin) 29:06' Dominic Cozzolino (Tyler McGregor, Corbyn Smith) 34:28' Corbyn Smith (Dominic Cozzolino) 34:44' Adam Dixon (James Dunn) 40:31' Vincent Boily (Jacob Leblanc) 41:27' James Dunn (Adam Dixon, Rob Armstrong | 1:23' Tyler McGregor (Corbyn Smith, Dominic Cozzolino) 3:42' James Dunn (Adam Dixon, Dominic Cozzolino) 5:07' Tyler McGregor (Dominic Cozzolino) 5:58' Dominic Cozzolino (Tyler McGregor, James Dunn) 10:32' James Dunn (Adam Dixon, Zach Lavin) 17:53' Dominic Cozzolino (Tyler McGregor, Corbyn Smith) 20:20' Zach Lavin (Vincent Boily, Anton Jacobs-Webb) 22:31' Dominic Cozzolino (Zach Lavin) 29:06' Dominic Cozzolino (Tyler McGregor, Corbyn Smith) 34:28' Corbyn Smith (Dominic Cozzolino) 34:44' Adam Dixon (James Dunn) 40:31' Vincent Boily (Jacob Leblanc) 41:27' James Dunn (Adam Dixon, Rob Armstrong |          | 37:17' Čung Sǔng-hwan      | Rozhodčí: Martin Rapák Čároví: Marius Hermansen Oswold Andreas Lunden |
| 2 min | 2 min | Tresty   | 12 min                     | Rozhodčí: Martin Rapák Čároví: Marius Hermansen Oswold Andreas Lunden |
| 42 | 42 | Střely   | 6                          | Rozhodčí: Martin Rapák Čároví: Marius Hermansen Oswold Andreas Lunden |

| 30. května 2023 23:00 | USA | 9:0 (5:0, 4:0, 0:0) | Jižní Korea | Moose Jaw Events Centre, Moose Jaw |  |

| Report |                 |          |                            |                                                                 |
| Griffin Lamarre | Griffin Lamarre | Brankáři | Čchoi Hjuk-čun Bong Dä-han | Rozhodčí: Matt Fergenbaum Čároví: Dylan Dauphinee Lari Niittyla |
| 1:01' Declan Farmer (Malik Jones) 5:31' Evan Nichols (Christopher Douglas) 7:06' Evan Nichols (Christopher Douglas) 11:11' Travis Dodson (David Eustace, Noah Grove) 13:57' Josh Pauls (Travis Dodson) 17:24' David Eustace (Noah Grove, Josh Pauls) 19:30' Declan Farmer (Noah Grove) 21:58' Declan Farmer (Jack Wallace) 24:37' Christopher Douglas (Travis Dodson) |                 |          |                            | Rozhodčí: Matt Fergenbaum Čároví: Dylan Dauphinee Lari Niittyla |
| 4 min | 4 min           | Tresty   | 6 min                      | Rozhodčí: Matt Fergenbaum Čároví: Dylan Dauphinee Lari Niittyla |
| 32 | 32              | Střely   | 6                          | Rozhodčí: Matt Fergenbaum Čároví: Dylan Dauphinee Lari Niittyla |

| 31. května 2023 3:00 | Kanada | 2:1 (1:0, 1:1, 0:0) | Česko | Moose Jaw Events Centre, Moose Jaw |  |

| Report                                                  |                                                         |             |                                     |                                                                         |
| Dominic Larocque                                        | Dominic Larocque                                        | Brankáři    | Martin Kudela                       | Rozhodčí: Bobby Esposito Čároví: Marius Hermansen Oswold Tony Rundström |
| 9:35' Tyler McGregor 27:44' Adam Dixon (Tyler McGregor) | 9:35' Tyler McGregor 27:44' Adam Dixon (Tyler McGregor) | 1:0 1:1 2:1 | 17:26' Radek Zelinka (Michal Geier) | Rozhodčí: Bobby Esposito Čároví: Marius Hermansen Oswold Tony Rundström |
| 2 min                                                   | 2 min                                                   | Tresty      | 4 min                               | Rozhodčí: Bobby Esposito Čároví: Marius Hermansen Oswold Tony Rundström |
| 22                                                      | 22                                                      | Střely      | 10                                  | Rozhodčí: Bobby Esposito Čároví: Marius Hermansen Oswold Tony Rundström |

| 1. června 2023 03:00 | Kanada | 0:3 (0-0, 0-1, 0-2) | USA | Moose Jaw Events Centre, Moose Jaw Návštěvnost: 2784 |  |

| Report           |                  |          |                                                                                               |                                                                  |
| Dominic Larocque | Dominic Larocque | Brankáři | Jen Lee                                                                                       | Rozhodčí: Kenneth Danielsen Čároví: Brendan Lewis Andreas Lunden |
|                  |                  |          | 24:49' Roybal (Wallace, Musselman 41:20' Jack Wallace (Jones, Misiewicz) 43:29' Travis Dodson | Rozhodčí: Kenneth Danielsen Čároví: Brendan Lewis Andreas Lunden |
| 10 min           | 10 min           | Tresty   | 6 min                                                                                         | Rozhodčí: Kenneth Danielsen Čároví: Brendan Lewis Andreas Lunden |
| 9                | 9                | Střely   | 17                                                                                            | Rozhodčí: Kenneth Danielsen Čároví: Brendan Lewis Andreas Lunden |

### Skupina B

#### Tabulka
|  | Týmy postupující do čtvrtfinále |
|  | Tým hrající zápas o 7. místo    |

| Poř. | Tým     | Z | V | VP | PP | P | GV | GI | +/- | B |
| ---- | ------- | - | - | -- | -- | - | -- | -- | --- | - |
| 1.   | Čína    | 3 | 3 | 0  | 0  | 0 | 22 | 2  | +20 | 9 |
| 2.   | Itálie  | 3 | 1 | 1  | 0  | 1 | 5  | 11 | -6  | 5 |
| 3.   | Německo | 3 | 1 | 0  | 1  | 1 | 5  | 11 | -6  | 4 |
| 4.   | Norsko  | 3 | 0 | 0  | 0  | 3 | 5  | 13 | -8  | 0 |

#### Zápasy
| 28. května 2023 23:00 | Čína | 10:1 (2:0, 3:1, 5:0) | Itálie | Moose Jaw Events Centre, Moose Jaw Návštěvnost: 570 |  |

| Report | |          |                                     |                                                        |
| Ťi Jan-čao | Ťi Jan-čao | Brankáři | Gabriele Araudo Santino Stillitano  | Rozhodčí: Martin Rapák Čároví: Igor Hus Tony Rundström |
| 1:47' Šen Ji-feng (Lju Či) 2:00' Čang Čeng 22:47' Su Ťin-čchiang (Cchuej Ju-tchao) 24:44' Šen Ji-feng (Cchuej Ju-tchao) 28:38' Wang Či-tung (Ču Čan-fu) 31:00' Li Kchung-kuan (Čang Čeng) 31:59' Šen Ji-feng (Lju Či) 37:11' Wang Či-tung (Hu Kuang-ťien) 39:01' Šen Ji-feng (Tchian Ťin-tchao 44:24' Šen Ji-feng (Tchian Ťin-tchao | 1:47' Šen Ji-feng (Lju Či) 2:00' Čang Čeng 22:47' Su Ťin-čchiang (Cchuej Ju-tchao) 24:44' Šen Ji-feng (Cchuej Ju-tchao) 28:38' Wang Či-tung (Ču Čan-fu) 31:00' Li Kchung-kuan (Čang Čeng) 31:59' Šen Ji-feng (Lju Či) 37:11' Wang Či-tung (Hu Kuang-ťien) 39:01' Šen Ji-feng (Tchian Ťin-tchao 44:24' Šen Ji-feng (Tchian Ťin-tchao |          | 19:00' Stephan Kafmann (Nils Larch) | Rozhodčí: Martin Rapák Čároví: Igor Hus Tony Rundström |
| 10 min | 10 min | Tresty   | 10 min                              | Rozhodčí: Martin Rapák Čároví: Igor Hus Tony Rundström |
| 29 | 29 | Střely   | 9                                   | Rozhodčí: Martin Rapák Čároví: Igor Hus Tony Rundström |

| 29. května 2023 3:00 | Norsko | 3:5 (1:1, 0:2, 2:2) | Německo | Moose Jaw Events Centre, Moose Jaw Návštěvnost: 611 |  |

| Report | |          | |                                                               |
| Andreas Sundt                                                                                             | Andreas Sundt                                                                                             | Brankáři | Simon Kunst | Rozhodčí: Matt Fergenbaum Čároví: Brendan Lewis Lari Niittyla |
| 11:02' Audun Bakke (Ola Oiseth) 34:22' Ola Oiseth (Martin Hamre) 36:07' Ola Oiseth (Knut Andre Nordstoga) | 11:02' Audun Bakke (Ola Oiseth) 34:22' Ola Oiseth (Martin Hamre) 36:07' Ola Oiseth (Knut Andre Nordstoga) |          | 1:41' Bernhard Hering 27:26' Jan Malte Brelage (Bernhard Hering, Frank Rennhack 31:22' Bernhard Hering (Felix Schrader) 44:17' Ingo Kuhli-Lauenstein (Bernhard Hering, do prázdné branky) | Rozhodčí: Matt Fergenbaum Čároví: Brendan Lewis Lari Niittyla |
| 4 min | 4 min | Tresty   | 12 min | Rozhodčí: Matt Fergenbaum Čároví: Brendan Lewis Lari Niittyla |
| 22 | 22 | Střely   | 17 | Rozhodčí: Matt Fergenbaum Čároví: Brendan Lewis Lari Niittyla |

| 28. května 2023 23:00 | Norsko | 1:5 (0:1, 0:1, 1:3) | Čína | Moose Jaw Events Centre, Moose Jaw Návštěvnost: 227 |  |

| Report                                             |                                                    |          | |                                                        |
| Andreas Sundt                                      | Andreas Sundt                                      | Brankáři | Wang Wej | Rozhodčí: Patrick Myers Čároví: Igor Hus Lari Niittyla |
| 44:12' Loyd Remi Solberg (Ola Oiseth, Audun Bakke) | 44:12' Loyd Remi Solberg (Ola Oiseth, Audun Bakke) |          | 0:58' Wang Či-tung (Su Ťin-čchiang, Li Kchung-kuan) 22:13' Wang Či-tung (Cchuej Ju-tchao, Li Kchung-kuan) 32:17' Šen Ji-feng (Čang Čeng) 33:54' Šen Ji-feng (Lju Či) 40:41' Čang Čeng (Šen Ji-Feng, Lju Či) | Rozhodčí: Patrick Myers Čároví: Igor Hus Lari Niittyla |
| 4 min                                              | 4 min                                              | Tresty   | 6 min | Rozhodčí: Patrick Myers Čároví: Igor Hus Lari Niittyla |
| 9                                                  | 9                                                  | Střely   | 28 | Rozhodčí: Patrick Myers Čároví: Igor Hus Lari Niittyla |

| 30. května 2023 19:00 | Německo | 0:1 SN (0:0, 0:0, 0:0 — 0:0 — 0:1) | Itálie | Moose Jaw Events Centre, Moose Jaw Návštěvnost: 570 |  |

| Report                               |                                      |                            |                                           |                                                             |
| Simon Kunst                          | Simon Kunst                          | Brankáři                   | Santino Stillitano                        | Rozhodčí: Patrick Myers Čároví: Brendan Lewis Ryan O'Rourke |
| Ingo Kuhli-Lauenstein Felix Schrader | Ingo Kuhli-Lauenstein Felix Schrader | Samostatné nájezdy 0:1 0:2 | Nils Larch Andrea Macri Christoph Depaoli | Rozhodčí: Patrick Myers Čároví: Brendan Lewis Ryan O'Rourke |
| 4 min                                | 4 min                                | Tresty                     | 4 min                                     | Rozhodčí: Patrick Myers Čároví: Brendan Lewis Ryan O'Rourke |
| 25                                   | 25                                   | Střely                     | 11                                        | Rozhodčí: Patrick Myers Čároví: Brendan Lewis Ryan O'Rourke |

| 31. května 2023 19:00 | Německo | 0:7 (0:3, 0:2, 0:2) | Čína | Moose Jaw Events Centre, Moose Jaw Návštěvnost: 927 |  |

| Report      |             |          | |                                                                |
| Simon Kunst | Simon Kunst | Brankáři | Ťi Jan-čao | Rozhodčí: Bobby Esposito Čároví: Dylan Dauphinee Ryan O'Rourke |
|             |             |          | 2:45' Šen Ji-feng (Čang Čeng) 3:51' Če Hang 14:22' Šen Ji-feng (Wang Či-tung) 24:51' Šen Ji-feng 28:53' Wang Či-tung 35:29' Šen Ji-feng (Čang Čeng) 37:13' Wang Či-tung (Čchi Tian-pcheng) | Rozhodčí: Bobby Esposito Čároví: Dylan Dauphinee Ryan O'Rourke |
| 6 min       | 6 min       | Tresty   | 10 min | Rozhodčí: Bobby Esposito Čároví: Dylan Dauphinee Ryan O'Rourke |
| 11          | 11          | Střely   | 24 | Rozhodčí: Bobby Esposito Čároví: Dylan Dauphinee Ryan O'Rourke |

| 31. května 2023 23:00 | Norsko | 1:3 (0-1, 0-0, 1-2) | Itálie | Moose Jaw Events Centre, Moose Jaw Návštěvnost: 213 |  |

| Report                              |                                     |          | |                                                                 |
| Andreas Sundt                       | Andreas Sundt                       | Brankáři | Santino Stillitano | Rozhodčí: Martin Rapák Čároví: Marius Hermansen Oswold Igor Hus |
| 36:33' Audun Bakke (Morten Vearnes) | 36:33' Audun Bakke (Morten Vearnes) |          | 10:15' Christoph Depaoli (Stephan Kafmann, Andrea Macri) 35:06' Stephan Kafmann (Nils Larch) 39:19' Andrea Macri (Alessandro Andreoni) | Rozhodčí: Martin Rapák Čároví: Marius Hermansen Oswold Igor Hus |
| 4 min                               | 4 min                               | Tresty   | 4 min | Rozhodčí: Martin Rapák Čároví: Marius Hermansen Oswold Igor Hus |
| 22                                  | 22                                  | Střely   | 8 | Rozhodčí: Martin Rapák Čároví: Marius Hermansen Oswold Igor Hus |

## Play-off

### Pavouk
Do semifinále postupují přímo první dvě mužstva skupiny A a dále vítězové dvou čtvrtfinále, přičemž třetí tým skupiny A hraje s druhým ze skupiny B a čtvrtý tým skupiny A hraje s prvním ze skupiny B.
|  | Čtvrtfinále 1 |               |               |  |    |              |              |              |  |               |               |               |   |
|  | B2            | Itálie        | 0             |  |    |              |              |              |  |               |               |               |   |
|  | A3            | Česko         | 4             |  |    | Semifinále 1 | Semifinále 1 | Semifinále 1 |  |               |               |               |   |
|  |               |               |               |  |    |              | Česko        | 0            |  |               |               |               |   |
|  | Čtvrtfinále 2 | Čtvrtfinále 2 | Čtvrtfinále 2 |  | A2 | Kanada       | 5            |              |  |               |               |               |   |
|  |               | nehraje se    |               |  |    |              |              |              |  |               |               |               |   |
|  |               |               |               |  |    |              |              |              |  | Finále        |               |               |   |
|  |               |               |               |  |    |              |              |              |  |               |               | Kanada        | 1 |
|  | Čtvrtfinále 3 | Čtvrtfinále 3 | Čtvrtfinále 3 |  |    |              |              |              |  |               |               | USA           | 6 |
|  |               | nehraje se    |               |  |    |              |              |              |  |               |               |               |   |
|  |               |               |               |  |    | Semifinále 2 | Semifinále 2 | Semifinále 2 |  | Zápas o bronz | Zápas o bronz | Zápas o bronz |   |
|  |               |               |               |  |    | A1           | USA          | 10           |  |               | Česko         | 3             |   |
|  | Čtvrtfinále 4 | Čtvrtfinále 4 | Čtvrtfinále 4 |  |    | Čína         | 2            |              |  |               | Čína          | 2             |   |
|  | B1            | Čína          | 7             |  |    |              |              |              |  |               |               |               |   |
|  | A4            | Jižní Korea   | 2             |  |    |              |              |              |  |               |               |               |   |

### Čtvrtfinále
| 2. června 2023 23:00 | Česko | 4:0 (0-0, 3-0, 1-0) | Itálie | Moose Jaw Events Centre, Moose Jaw Návštěvnost: 298 |  |

| Report |               |          |                 |                                                            |
| Martin Kudela | Martin Kudela | Brankáři | Gabriele Araudo | Rozhodčí: Kenneth Danielsen Čároví: Igor Hus Lari Niittyla |
| 25:06' Zdeněk Hábl (Alex Ohar)) 25:55' Pavel Kubeš ( Pavel Doležal)) 26:47' Michal Geier 38:38' Radek Zelinka (Michal Geier)) |               |          |                 | Rozhodčí: Kenneth Danielsen Čároví: Igor Hus Lari Niittyla |
| 4 min | 4 min         | Tresty   | 6 min           | Rozhodčí: Kenneth Danielsen Čároví: Igor Hus Lari Niittyla |
| 33 | 33            | Střely   | 4               | Rozhodčí: Kenneth Danielsen Čároví: Igor Hus Lari Niittyla |

| 3. června 2023 03:00 | Jižní Korea | 2:7 (1:5, 0:0, 1:2) | Čína | Moose Jaw Events Centre, Moose Jaw Návštěvnost: 632 |  |

| Report                                                       |                                                              |          | |                                                                  |
| Wang Wej                                                     | Wang Wej                                                     | Brankáři | Ťi Jan-čao | Rozhodčí: Matt Fergenbaum Čároví: Dylan Dauphinee Andreas Lunden |
| 05:04' Čung Sǔng-hwan (Jang Dong Shin) 36:12' Čo Byeong Seok | 05:04' Čung Sǔng-hwan (Jang Dong Shin) 36:12' Čo Byeong Seok |          | 02:17' Cchuej Ju-tchao (Šen Ji-feng) 07:28' Šen Ji-feng 08:01' Wang Či-tung (Ču Čan-fu) 11:40' Li Kchung-kuan (Hu Kuang-ťien, Cchuej Ju-tchao) 14:50' Čang Čeng (Šen Ji-feng) 41:05' Li Kchung-kuan (Ču Čan-fu) 44:59' Čang Čeng (Cchuej Ju-tchao) | Rozhodčí: Matt Fergenbaum Čároví: Dylan Dauphinee Andreas Lunden |
| 4 min                                                        | 4 min                                                        | Tresty   | 6 min | Rozhodčí: Matt Fergenbaum Čároví: Dylan Dauphinee Andreas Lunden |
| 9                                                            | 9                                                            | Střely   | 23 | Rozhodčí: Matt Fergenbaum Čároví: Dylan Dauphinee Andreas Lunden |

### Semifinále
| 3. června 23:00 | USA | 10:2 (4:1, 4:0, 2:1) | Čína | Moose Jaw Events Centre, Moose Jaw Návštěvnost: 689 |  |

| Report | |          |                                                         |                                                                        |
| Jen Lee Griffin LaMarre | Jen Lee Griffin LaMarre | Brankáři | Ťi Jan-čao                                              | Rozhodčí: Patrick Myers Čároví: Marius Oswold-Hermansen Andreas Lunden |
| 00:55' Musselman (Jack Wallace) 02:25' Malik Jones (Declan Farmer) 05:48' Declan Farmer (Malik Jones, Evan Nichols) 13:41' Malik Jones (Josh Pauls, Noah Grove) 18:02' Kevin McKee (David Eustace) 19:07' Declan Farmer (Jack Wallace, Malik Jones) 28:17' Brody Roybal (Evan Nichols, Josh Misiewicz) 29:19' Brody Roybal (Declan Farmer, Chris Douglas) 30:59' Declan Farmer (Malik Jones, Noah Grove) 31:23' Brody Roybal (Musselman, Josh Misiewicz) | 00:55' Musselman (Jack Wallace) 02:25' Malik Jones (Declan Farmer) 05:48' Declan Farmer (Malik Jones, Evan Nichols) 13:41' Malik Jones (Josh Pauls, Noah Grove) 18:02' Kevin McKee (David Eustace) 19:07' Declan Farmer (Jack Wallace, Malik Jones) 28:17' Brody Roybal (Evan Nichols, Josh Misiewicz) 29:19' Brody Roybal (Declan Farmer, Chris Douglas) 30:59' Declan Farmer (Malik Jones, Noah Grove) 31:23' Brody Roybal (Musselman, Josh Misiewicz) |          | 09:49' Li Kchung-kuan 41:37' Wang Či-tung (Šen Ji-feng) | Rozhodčí: Patrick Myers Čároví: Marius Oswold-Hermansen Andreas Lunden |
| 0 min | 0 min | Tresty   | 2 min                                                   | Rozhodčí: Patrick Myers Čároví: Marius Oswold-Hermansen Andreas Lunden |
| 23 | 23 | Střely   | 7                                                       | Rozhodčí: Patrick Myers Čároví: Marius Oswold-Hermansen Andreas Lunden |

| 4. června 2023 03:00 | Kanada | 5:0 (4:0, 0:0, 1:0) | Česko | Moose Jaw Events Centre, Moose Jaw Návštěvnost: 1458 |  |

| Report | |                     |               |                                                               |
| Dominic Larocque | Dominic Larocque | Brankáři            | Martin Kudela | Rozhodčí: Bobby Esposito Čároví: Brendan Lewis Tony Rundstrom |
| 00:26' Cozzolino (Dixon A.) 06:00' Dunn J. (McGregor T.), (Dixon A.) 06:18' Dunn J. (Halbert), (Dixon A.) 11:39' Lavin Z. 31:07' Cozzolino (McGregor T.) | 00:26' Cozzolino (Dixon A.) 06:00' Dunn J. (McGregor T.), (Dixon A.) 06:18' Dunn J. (Halbert), (Dixon A.) 11:39' Lavin Z. 31:07' Cozzolino (McGregor T.) | 1:0 2:0 3:0 4:0 5:0 |               | Rozhodčí: Bobby Esposito Čároví: Brendan Lewis Tony Rundstrom |
| 14 min | 14 min | Tresty              | 20 min        | Rozhodčí: Bobby Esposito Čároví: Brendan Lewis Tony Rundstrom |
| 24 | 24 | Střely              | 11            | Rozhodčí: Bobby Esposito Čároví: Brendan Lewis Tony Rundstrom |

### Zápas o 7. místo
| 3. června 2023 19:00 | Německo | 1:6 (0:2, 1:2, 0:2) | Norsko | Moose Jaw Events Centre, Moose Jaw Návštěvnost: 203 |  |

| Report                  |                         |                             | |                                                       |
| Simon Kunst             | Simon Kunst             | Brankáři                    | Andrea Sundt | Rozhodčí: Martin Rapak Čároví: Igor Hus Ryan O'Rourke |
| 23:35' Sklorz (Disveld) | 23:35' Sklorz (Disveld) | 0:1 0:2 0:3 1:3 1:4 1:5 1:6 | 03:52' Oiseth 10:25' Bakke (Oiseth Loyd Solberg) 19:19' Oiseth (Nordstoga Lyngroth) 25:09' Oiseth (Loyd Solberg) 37:10' Lyngroth (Hambre) 38:26' Loyd Solberg (Bakke) | Rozhodčí: Martin Rapak Čároví: Igor Hus Ryan O'Rourke |
| 4 min                   | 4 min                   | Tresty                      | 2 min | Rozhodčí: Martin Rapak Čároví: Igor Hus Ryan O'Rourke |
| 8                       | 8                       | Střely                      | 27 | Rozhodčí: Martin Rapak Čároví: Igor Hus Ryan O'Rourke |

### Zápas o 5. místo
| 4. června 2023 19:00 | Jižní Korea | 2:1 SN (0:0, 1:1. 0:0 — 0:0 — 1:0) | Itálie | Moose Jaw Events Centre, Moose Jaw Návštěvnost: 188 |  |

| Report | |          | |                                                               |
| Čchoi Hjuk-čun | Čchoi Hjuk-čun | Brankáři | Santino Stillitano                                                                                                  | Rozhodčí: Patrick Myers Čároví: Dylan Dauphinee Lari Niittyla |
| 28:53' Čo Byeong Seok (Čung Sǔng-hwan, Jang Dong Shin) Jang Dong Shin Čo Byeong Seok Kim Young Sung Jang Dong Shin Čung Sǔng-hwan Jang Dong Shin | 28:53' Čo Byeong Seok (Čung Sǔng-hwan, Jang Dong Shin) Jang Dong Shin Čo Byeong Seok Kim Young Sung Jang Dong Shin Čung Sǔng-hwan Jang Dong Shin |          | 25:54' Stephan Kafmann (Andrea Macri, Nils Larch) Depaoli Andrea Macri Nils Larch Andrea Macri Depaoli Andrea Macri | Rozhodčí: Patrick Myers Čároví: Dylan Dauphinee Lari Niittyla |
| 6 min | 6 min | Tresty   | 4 min | Rozhodčí: Patrick Myers Čároví: Dylan Dauphinee Lari Niittyla |
| 23 | 23 | Střely   | 20 | Rozhodčí: Patrick Myers Čároví: Dylan Dauphinee Lari Niittyla |

### Zápas o 3. místo
| 4. června 2023 23:00 | Česko | 3:2 (1:1, 1:1, 1:0) | Čína | Moose Jaw Events Centre, Moose Jaw Návštěvnost: 689 |  |

| Report                                                                                    |                                                                                           |                     |                                                                           |                                                                        |
| Martin Kudela                                                                             | Martin Kudela                                                                             | Brankáři            | Ťi Jan-čao                                                                | Rozhodčí: Bobby Esposito Čároví: Marius Oswold-Hermansen Brendan Lewis |
| 11:17' Michal Geier (Pavel Kubeš) 17:05' Michal Geier (Václav Hečko) 43:46' Radek Zelinka | 11:17' Michal Geier (Pavel Kubeš) 17:05' Michal Geier (Václav Hečko) 43:46' Radek Zelinka | 0:1 1:1 2:1 2:2 3:2 | 01:27' Cchuej Ju-tchao 29:48' Šen Ji-feng (Wang Či-tung, Cchuej Ju-tchao) | Rozhodčí: Bobby Esposito Čároví: Marius Oswold-Hermansen Brendan Lewis |
| 4 min                                                                                     | 4 min                                                                                     | Tresty              | 6 min                                                                     | Rozhodčí: Bobby Esposito Čároví: Marius Oswold-Hermansen Brendan Lewis |
| 10                                                                                        | 10                                                                                        | Střely              | 15                                                                        | Rozhodčí: Bobby Esposito Čároví: Marius Oswold-Hermansen Brendan Lewis |

### Finále
| 5. června 2023 03:00 | USA | 6:1 (2:0, 2:0, 2:1) | Kanada | Moose Jaw Events Centre, Moose Jaw Návštěvnost: 2838 |  |

| Report | |                             |                                            |                                                                 |
| Jen Lee | Jen Lee | Brankáři                    | Dominic Larocque                           | Rozhodčí: Matt Fergenbaum Čároví: Andreas Lunden Tony Rundstrom |
| 02:48' Josh Misiewicz 14:16' Declan Farmer (Roybal B.) 16:26' David Eustace (Wallace J.) 25:27' Jack Wallace 38:07' Declan Farmer (Grove N., Jones M.) 42:05' Kevin McKee (Eustace D.) | 02:48' Josh Misiewicz 14:16' Declan Farmer (Roybal B.) 16:26' David Eustace (Wallace J.) 25:27' Jack Wallace 38:07' Declan Farmer (Grove N., Jones M.) 42:05' Kevin McKee (Eustace D.) | 1:0 2:0 3:0 4:0 4:1 5:0 6:1 | 34:22' Tyler McGregor (Lavin Z., Henry T.) | Rozhodčí: Matt Fergenbaum Čároví: Andreas Lunden Tony Rundstrom |
| 12 min | 12 min | Tresty                      | 6 min                                      | Rozhodčí: Matt Fergenbaum Čároví: Andreas Lunden Tony Rundstrom |
| 23 | 23 | Střely                      | 9                                          | Rozhodčí: Matt Fergenbaum Čároví: Andreas Lunden Tony Rundstrom |

## Konečné pořadí
| Poř.             | Tým         | Z | V | VP | PP | P | GV | GI | +/− | B  |
| ---------------- | ----------- | - | - | -- | -- | - | -- | -- | --- | -- |
| Zlatá medaile    | USA         | 5 | 3 | 0  | 0  | 0 | 35 | 4  | +31 | 15 |
| Stříbrná medaile | Kanada      | 5 | 2 | 0  | 0  | 1 | 23 | 11 | +12 | 9  |
| Bronzová medaile | Česko       | 6 | 3 | 0  | 0  | 3 | 12 | 16 | -4  | 9  |
| 4.               | Čína        | 6 | 4 | 0  | 0  | 2 | 33 | 17 | 16  | 12 |
| 5.               | Jižní Korea | 5 | 0 | 1  | 0  | 4 | 5  | 35 | -30 | 2  |
| 6.               | Itálie      | 5 | 1 | 1  | 1  | 2 | 6  | 13 | -7  | 6  |
| 7.               | Norsko      | 4 | 1 | 0  | 0  | 3 | 11 | 14 | -3  | 3  |
| 8.               | Německo     | 4 | 1 | 0  | 1  | 2 | 6  | 17 | -11 | 4  |